# Светі-Петар-Чврстець
46°00′00″ пн. ш. 16°43′00″ сх. д. / 46° пн. ш. 16.7167° сх. д.
Светі-Петар-Чврстець (хорв. Sveti Petar Čvrstec) — населений пункт у Хорватії, в Копривницько-Крижевецькій жупанії у складі громади Светі-Іван-Жабно.

## Населення
Населення за даними перепису 2011 року становило 603 осіб.
Динаміка чисельності населення поселення: